# Lorenzo Piretto
Dom Frei Lorenzo Piretto (Tonengo, comuna de Mazzè, 15 de dezembro de 1942) é um jornalista, monge Dominicano e arcebispo católico italiano, arcebispo-emérito de Esmirna desde 8 de dezembro de 2020. Antes deste cargo, era pároco da igreja dos Santos Pedro e Paulo em Istambul.

## Biografia
Dom Piretto nasceu em 1942, sendo ordenado padre na Ordem dos Pregadores em 1966. Licenciou-se em teologia em 1967, na Universidade de Bolonha, e doutorou-se, também em teologia, em 1972, na Universidade de Turim.
De 1983 até 2005 ensinou língua italiana na Universidade de Mármara, perto de Istambul, Turquia, sendo ao mesmo tempo jornalista da revista Presence. Desde 2004, é pároco da igreja dos Santos Pedro e Paulo, em Istambul.
Em 7 de novembro de 2015, foi nomeado arcebispo de Esmirna pelo Papa Francisco; foi consagrado em 20 de dezembro seguinte na Catedral de São João, de Istambul, pelas mãos do arcebispo armênio Boghos Lévon Zékiyan.